# Drábsko
Drábsko – wieś (obec) na Słowacji położona w kraju bańskobystrzyckim, w powiecie Brezno. Pierwsze wzmianki o miejscowości pochodzą z 1810 roku.
Według danych z dnia 31 grudnia 2012 roku, wieś zamieszkiwało 206 osób, w tym 116 kobiet i 90 mężczyzn.
W 2001 roku pod względem narodowości i przynależności etnicznej miejscowość zamieszkiwali wyłącznie Słowacy.
Ze względu na wyznawaną religię struktura mieszkańców kształtowała się w 2001 roku następująco:
- Katolicy rzymscy – 91,78%
- Grekokatolicy – 1,37%
- Ewangelicy – 0,91%
- Ateiści – 4,11%
- Nie podano – 1,83%